# روبن كوسغي
روبن كوسغي (بالإنجليزية: Reuben Kosgei) مواليد 2 أغسطس 1979، هو عداء كيني. شارك في دورة الألعاب الأولمبية وحصل على الميدالية الذهبية. وأحرز البرونزية في دورة ألعاب الكومنولث.

## الميداليات
| الميدالية | المسابقة                       |
| --------- | ------------------------------ |
| ذهبية     | الألعاب الأولمبية الصيفية 2000 |
| ذهبية     | بطولة العالم لألعاب القوى 2001 |
| برونزية   | دورة ألعاب الكومنولث 2006      |

## روابط خارجية
- روبن كوسغي على موقع الاتحاد الدولي لألعاب القوى (الإنجليزية)
- روبن كوسغي على موقع اللجنة الأولمبية الدولية (الإنجليزية)
- روبن كوسغي على موقع أوليمبيديا (الإنجليزية)